# Fiat 242
Il Fiat 242 era un furgone di grosse dimensioni prodotto tra il 1974 ed il 1987 dalla Fiat, in una collaborazione con la Citroën.
I Fiat 242 e Citroën C35 vennero prodotti dalla Fiat in Italia fino al 1987. Contrariamente al Fiat 242, il C35 non venne messo in pensione, la produzione fù trasferita in Francia, e assemblato dalla carrozzeria Chausson di Gennevilliers.

## Il contesto
La "Joint-venture" era partita quando ancora la casa francese era di proprietà della Michelin al 51% e della stessa Fiat al 49%. Fu l'unico progetto comune a sopravvivere all'uscita della casa italiana dal capitale francese avvenuto l'anno prima.
Proprio nel periodo di avvio della produzione, la Peugeot entrò nel capitale della casa francese, rilevando gradualmente le quote della casa produttrice di pneumatici.
Ebbe un buon successo, soprattutto in madrepatria, grazie alle sue doti di estrema robustezza ed affidabilità. Un po' meno bene per la carrozzeria, particolarmente soggetta alla ruggine. In Francia riscosse successo con il marchio francese.
Tra le altre sue doti erano il piano di carico dall'andamento molto regolare e con una ridotta altezza da terra (grazie alla trazione anteriore e alla conseguente assenza di albero di trasmissione e del ponte posteriore con relativo differenziale), aspetti che ne consentivano un buon utilizzo. Il modello venne anche utilizzato in configurazioni particolari; ne furono infatti realizzate delle versioni con carrozzeria speciale tipo scuolabus, bancarella mobile e per il tempo libero con l'adattamento a camper.
Il suo motore diesel è una versione diesel del motore della famiglia DS e fornirà a sua volta una versione derivata sulla Citroën CX (senso di rotazione inverso).
L'impianto frenante denominato "Full Power" consistente in quattro dischi di cui gli anteriori autoventilati con pinze fisse a doppio pistoncino, prendeva spunto dalla Citroën ed era uno dei più avanzati per l'epoca. Caratteristica unica era l'utilizzo dell'olio minerale LHM per l'idraulica, e le pressioni d'esercizio dell'ordine del 120 - 167 bar.
Tra gli anni settanta e gli anni ottanta dominò il mercato dei mezzi leggeri in Italia dividendo il successo quasi solo con il suo "fratello minore" Fiat 238 (strettamente imparentato con il Fiat 241, predecessore del 242) ed il Ford Transit.
La sua produzione terminò nel 1987, per il versante italiano (mentre oltralpe continuò fino al 1991), dopo che nel 1981 era stato affiancato dai fratelli minori Fiat Ducato e Citroën C25 (prodotti in Italia, presso lo stabilimento Sevel). Fu progettata una versione a trazione elettrica.